# Drew Galloway
Drew Galloway (6 de juny de 1985), més conegut pel nom que fa servir al ring, Drew McIntyre, és un lluitador professional escocès, que treballa actualment a la World Wrestling Entertainment lluitant a la seva marca SmackDown.
Dins de la WWE cal destacar un regnat com a Campió Intercontinental de la WWE i un regnat com a Campió en Parelles.
En el territori de desenvolupament Florida Championship Wrestling va aconseguir un regnat com a Campió de pes pesant de Florida de la FCW i un com a Campió en Parelles de Florida de la FCW.

## World Wrestling Entertainment

### 2009
El 28 d'agost va debutar a SmackDown on va derrotar a R-Truth començant un enfrontament amb ell. En el Hell in a cell (2009) va derrotar a R-Truth. En el Survivor Series el Team Miz (The Miz, Drew, Sheamus, Dolph Ziggler i Jack Swagger] va derrotar el Team Morrison (John Morrison, Matt Hardy, Evan Bourne, Shelton Benjamin i Finlay), quedant com a supervivent junt amb Sehamus i The Miz.
En el TLC (2009) va derrotar a John Morrison guanyant el Campionat Intercontinental. Va defensar exitosament el campionat en dos ocasions enfront a John Morrison.

### 2010
Va participar en el Royal Rumble (2010) amb la novena entrada, va ser eliminat per Triple H i HBK. En el Elimination chamber 2010 va derrotar a Kane retenint el campionat intercontinental.
La semana següent va perdre contra Kane en una lluita classificatòria per al Money in the bank específic de la marca SmackDown. Dos setmanes després va intentar novament aconseguir una plaça en el Money in the bank però va ser derrotat per Matt Hardy. Finalment, va aconseguir classificar-se al derrotar a un jobber.
A WrestleMania XXVI va participar en el money in the bank però o va aconseguir la maleta. Més tard, va començar un enfrontament amb Matt Hardy, al qual va atacar en repetides ocasions, cosa que va provocar que el 7 de maig li fos revocat el títol i fos acomiadat. La setmana següent va ser readmès per ordre de Vince McMahon, qui va ordenar que li fos retornat el campionat intercontinental.
En Over the limit va perdre el campionat intercontinental enfront a Kofi Kingston.
Va participar en el money in the bank específic de SmackDown però no va aconseguir guanyar. Després d'això va començar a fer equip amb Cody Rhodes.
En Night of champions, junt amb Cody, van guanyar els Campionats en Parelles al derrotar a Evan Bourne & Mark Henry, The Usos, Santino Marella & Vladimir Kozlov i The Hart Dynasty en un Tag Team Gauntalet Match.
En el Bragging rights van perdre els campionats enfront a The Nexus (David Otunga i John Cena). Junt amb Cody van perdre una lluita a SmackDown, on Drew va culpar a Cody de la derrota i es van deixar de formar equip.
En el Survivor Series (2010) el Team Mysterio (Rey Mysterio, Kofi Kingston, MVP, Chris Masters & Big Show) va derrotar el Team del Rio (Alberto del Rio, Jack Swagger, Tyler Reks, Cody Rhodes & Drew McIntyre).
Va derrotar a MVP per a classificar-se en el torneig del King of the Ring. En dit torneig va ser eliminat quan ell i el seu oponent van perdre per doble compta fora del ring.

### 2011
El 7 de gener va participar en un Fatal 4-Way per definir el nº1 contender pel WWE World Heavyweight Championship però no va aconseguir la victoria; aquest mateix dia va defensar a Kelly Kelly de l'atac de Michelle McCool i Layla.

## En lluita
- Moviments finals
  - Future Shock- 2009-present
  - Scot Drop - 2007-2009
  - Thee Move - 2003-2007

- Moviments de firma
  - Swinging side
  - Snap vertical suplex
  - Reverse STO - 2009-present
  - Sharpshooter
  - Big boot

- Managers
  - Charles Boddington
  - Dave Taylor

## Campionats i triomfs
- British Championship Wrestling
  - BCW Heavyweight Championship (2)

- Florida Championship Wrestling

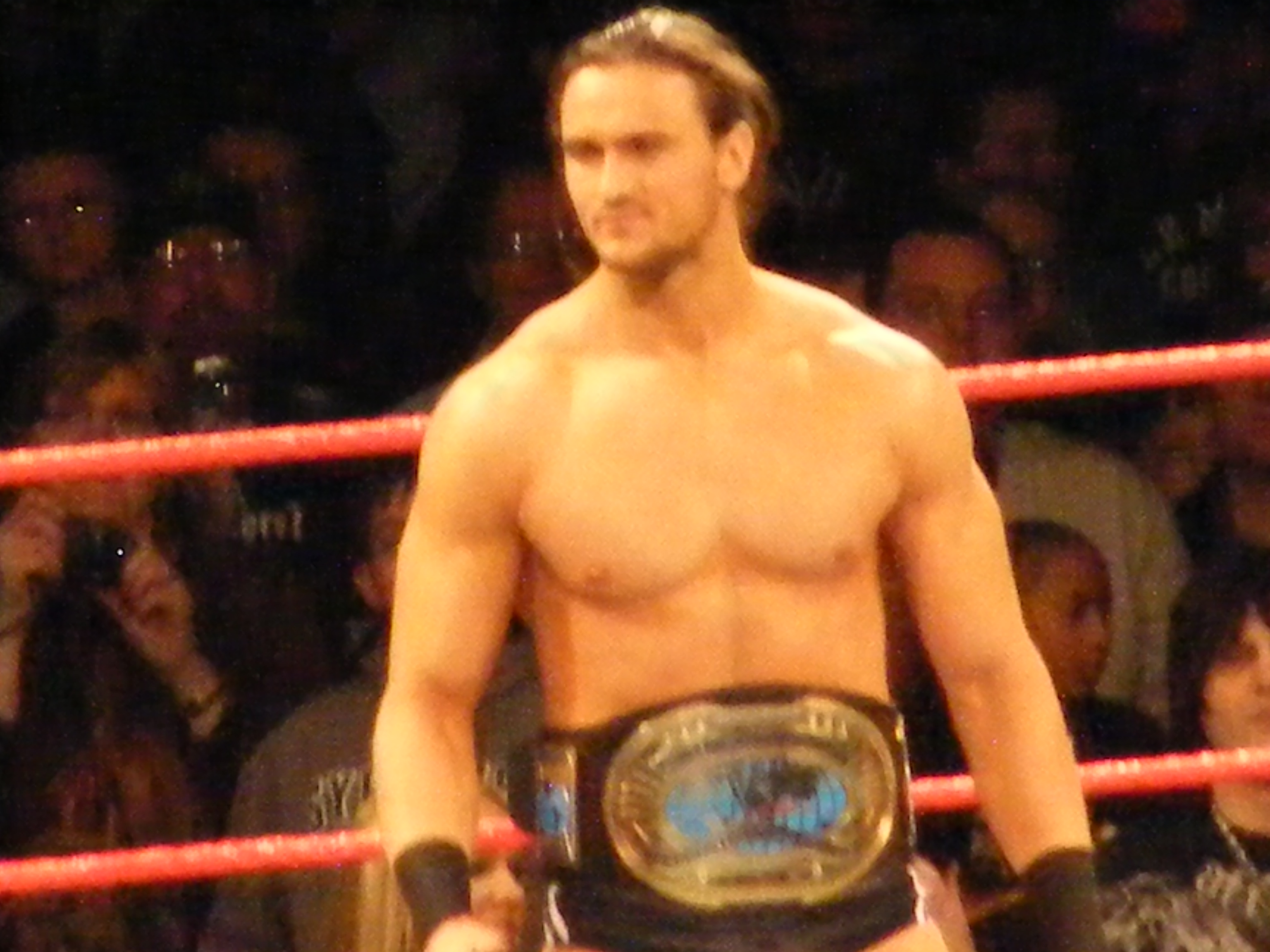
Drew com a Campió intercontinental

  - FCW Florida Heavyweight Championship (1)
  - FCW Florida Tag Team Championship (1) - amb Wade Barrett

- Insane Championship Wrestling
  - ICW Heavyweight Championship (1)

- Irish Whip Wrestling
  - IWW International Heavyweight Championship (1)

- World Wrestling Entertainment
  - WWE World Heavyweight Championship (2)
  - WWE Intercontinental Championship (1)
  - WWE Tag Team Championship (1) - amb Cody Rhodes

- Pro Wrestling Illustrated
  - Situat en el Nº125 en els PWI 500 de 2009
  - Situat en el Nº30 en els PWI 500 de 2010